# Microrregión de Tefé
La microrregión de Tefé es una de las microrregiones del estado brasileño de Amazonas perteneciente a la mesorregión del Centro Amazonense. Está dividida en tres municipios.

## Municipios
- Alvarães
- Tefé
- Uarini

- Datos: Q546676